# Gbande
Pour les articles homonymes, voir Bandi.
Le gbande, bande, bandi, gbandi, ou encore gbunde est une langue mandée d'Afrique de l'Ouest parlée par les bandi. Elle compterait 83 980 locuteurs au Liberia (comté de Lofa) et environ 12 000 en Guinée en 2014.